# Typhonium sagittariifolium
Typhonium sagittariifolium là một loài thực vật có hoa trong họ Ráy (Araceae). Loài này được Gagnep. miêu tả khoa học đầu tiên năm 1942.